# Parafia św. Marii Magdaleny we Lwowie
Parafia św. Marii Magdaleny we Lwowie – rzymskokatolicka parafia znajdująca się w archidiecezji lwowskiej w dekanacie Lwów, na Ukrainie. Parafię prowadzą misjonarze oblaci.

## Historia
Parafię erygowano w 1763. W 1962 komuniści znacjonalizowali kościół. Od 2001 w kościele, będącym własnością Domu Muzyki Organowej i Kameralnej (ukr. Львівський органний зал) i służącym jako sala koncertowa, odprawiane są msze święte. Władze ukraińskie czynią parafii szereg utrudnień.
W niedziele sprawowane są w parafii dwie msze święte w języku polskim i jedna w języku ukraińskim. W dni powszednie odprawiana jest jedna msza w języku polskim.